# Puchar Świata w short tracku 2007/2008
Puchar Świata w short tracku 2007/2008 była to kolejna edycja zawodów w short tracku. Zawodnicy podczas tego sezonu wystąpili w sześciu zawodach tego cyklu rozgrywek. Rywalizacja rozpoczęła się w Harbinie 19 października, a zakończyła się w Salt Lake City dnia 8 lutego 2008 roku.

## Podium zawodów

### Mężczyźni

#### Harbin
| Data                 | Konkurencja       | Zwycięzca               | 2. miejsce     | 3. miejsce              |
| 19 października 2007 | 500 m             | Francois-Louis Tremblay | Sung Si-bak    | Alex Boisvert-Lacroix   |
| 19 października 2007 | 1000 m            | Ahn Hyun-soo            | Lee Ho-suk     | Francois-Louis Tremblay |
| 19 października 2007 | 1500 m            | Sung Si-bak             | Lee Seung-hoon | Charles Hamelin         |
| 19 października 2007 | 1500 m            | Ahn Hyun-soo            | Lee Ho-suk     | Song Kyung-taek         |
| 19 października 2007 | 5000 m – sztafeta | Korea Południowa        | Kanada         | Włochy                  |

#### Kōbe
| Data                 | Konkurencja       | Zwycięzca        | 2. miejsce              | 3. miejsce      |
| 26 października 2007 | 500 m             | Sung Si-bak      | Francois-Louis Tremblay | Kwak Yoon-gy    |
| 26 października 2007 | 1000 m            | Sung Si-bak      | Kwak Yoon-gy            | Charles Hamelin |
| 26 października 2007 | 1000 m            | Ahn Hyun-soo     | Song Kyung-taek         | Charles Hamelin |
| 26 października 2007 | 1500 m            | Ahn Hyun-soo     | Lee Ho-suk              | Song Kyung-taek |
| 26 października 2007 | 5000 m – sztafeta | Korea Południowa | Kanada                  | Chiny           |

#### Heerenveen
| Data              | Konkurencja       | Zwycięzca        | 2. miejsce              | 3. miejsce      |
| 23 listopada 2007 | 500 m             | Sung Si-bak      | Charles Hamelin         | Satoru Terao    |
| 23 listopada 2007 | 500 m             | Sung Si-bak      | Francois-Louis Tremblay | Kwak Yoon-gy    |
| 23 listopada 2007 | 1000 m            | Ahn Hyun-soo     | Lee Ho-suk              | Charles Hamelin |
| 23 listopada 2007 | 1500 m            | Lee Ho-suk       | Song Kyung-taek         | Ahn Hyun-soo    |
| 23 listopada 2007 | 5000 m – sztafeta | Korea Południowa | Chiny                   | Japonia         |

#### Turyn
| Data              | Konkurencja       | Zwycięzca               | 2. miejsce      | 3. miejsce      |
| 30 listopada 2007 | 500 m             | Francois-Louis Tremblay | Sung Si-bak     | J.P. Kepka      |
| 30 listopada 2007 | 1000 m            | Song Kyung-taek         | Ahn Hyun-soo    | Jordan Malone   |
| 30 listopada 2007 | 1500 m            | Sung Si-bak             | Charles Hamelin | Yuri Confortola |
| 30 listopada 2007 | 1500 m            | Ahn Hyun-soo            | Lee Ho-suk      | Jordan Malone   |
| 30 listopada 2007 | 5000 m – sztafeta | Korea Południowa        | Chiny           | Włochy          |

#### Québec
| Data          | Konkurencja       | Zwycięzca        | 2. miejsce         | 3. miejsce         |
| 1 lutego 2008 | 500 m             | Kwak Yoon-gy     | Charles Hamelin    | Jon Eley           |
| 1 lutego 2008 | 1000 m            | Sung Si-bak      | Li Ye              | Guillaume Bastille |
| 1 lutego 2008 | 1000 m            | Zhang Zhiqiang   | Marc-André Monette | Guillaume Bastille |
| 1 lutego 2008 | 1500 m            | Lee Ho-suk       | Lee Seung-hoon     | Charles Hamelin    |
| 1 lutego 2008 | 5000 m – sztafeta | Korea Południowa | Stany Zjednoczone  | Kanada             |

#### Salt Lake City
| Data          | Konkurencja       | Zwycięzca        | 2. miejsce     | 3. miejsce       |
| 8 lutego 2008 | 500 m             | Charles Hamelin  | Sung Si-bak    | Satoru Terao     |
| 8 lutego 2008 | 500 m             | Sung Si-bak      | Kwak Yoon-gy   | François Hamelin |
| 8 lutego 2008 | 1000 m            | Apolo Anton Ohno | Lee Seung-hoon | Lee Ho-suk       |
| 8 lutego 2008 | 1500 m            | Lee Seung-hoon   | Lee Ho-suk     | Apolo Anton Ohno |
| 8 lutego 2008 | 5000 m – sztafeta | Korea Południowa | Chiny          | Wielka Brytania  |

### Kobiety

#### Harbin
| Data                 | Konkurencja       | Zwycięzca  | 2. miejsce       | 3. miejsce      |
| 19 października 2007 | 500 m             | Wang Meng  | Fu Tianyu        | Park Seung-hi   |
| 19 października 2007 | 1000 m            | Wang Meng  | Jung Eun-ju      | Jin Sun-yu      |
| 19 października 2007 | 1500 m            | Cho Ha-ri  | Shin Sae-bom     | Valerie Maltais |
| 19 października 2007 | 1500 m            | Jin Sun-yu | Yang Shin-young  | Liu Qiuhong     |
| 19 października 2007 | 3000 m – sztafeta | Chiny      | Korea Południowa | Kanada          |

#### Kōbe
| Data                 | Konkurencja       | Zwycięzca     | 2. miejsce      | 3. miejsce      |
| 26 października 2007 | 500 m             | Wang Meng     | Shin Sae-bom    | Zhao Nannan     |
| 26 października 2007 | 1000 m            | Park Seung-hi | Wang Meng       | Cho Ha-ri       |
| 26 października 2007 | 1000 m            | Jin Sun-yu    | Yang Shin-young | Amanda Overland |
| 26 października 2007 | 1500 m            | Jin Sun-yu    | Jung Eun-ju     | Yang Shin-young |
| 26 października 2007 | 5000 m – sztafeta | Chiny         | Włochy          | Japonia         |

#### Heerenveen
| Data              | Konkurencja       | Zwycięzca   | 2. miejsce    | 3. miejsce |
| 23 listopada 2007 | 500 m             | Wang Meng   | Park Seung-hi | Fu Tianyu  |
| 23 listopada 2007 | 500 m             | Liu Qiuhong | Zhao Nannan   | Fu Tianyu  |
| 23 listopada 2007 | 1000 m            | Jin Sun-yu  | Wang Meng     | Zhou Yang  |
| 23 listopada 2007 | 1500 m            | Jung Eun-ju | Jin Sun-yu    | Zhou Yang  |
| 23 listopada 2007 | 3000 m – sztafeta | Chiny       | Włochy        | Rosja      |

#### Turyn
| Data              | Konkurencja       | Zwycięzca       | 2. miejsce      | 3. miejsce        |
| 30 listopada 2007 | 500 m             | Wang Meng       | Fu Tianyu       | Kalyna Roberge    |
| 30 listopada 2007 | 1000 m            | Yang Shin-young | Jin Sun-yu      | Katherine Reutter |
| 30 listopada 2007 | 1500 m            | Shin Sae-nom    | Kalyna Roberge  | Park Seung-hi     |
| 30 listopada 2007 | 1500 m            | Jung Eun-ju     | Yang Shin-young | Zhou Yang         |
| 30 listopada 2007 | 5000 m – sztafeta | Chiny           | Włochy          | Stany Zjednoczone |

#### Québec
| Data          | Konkurencja       | Zwycięzca      | 2. miejsce        | 3. miejsce    |
| 1 lutego 2008 | 500 m             | Wang Meng      | Kalyna Roberge    | Zhao Nannan   |
| 1 lutego 2008 | 1000 m            | Kalyna Roberge | Ewgenija Radanowa | Park Seung-hi |
| 1 lutego 2008 | 1000 m            | Zhou Yang      | Jin Sun-yu        | Liu Qiuhong   |
| 1 lutego 2008 | 1500 m            | Jin Sun-yu     | Yang Shin-young   | Allison Baver |
| 1 lutego 2008 | 3000 m – sztafeta | Chiny          | Kanada            | Bułgaria      |

#### Salt Lake City
| Data          | Konkurencja       | Zwycięzca         | 2. miejsce        | 3. miejsce         |
| 8 lutego 2008 | 500 m             | Wang Meng         | Zhao Nannan       | Tatiana Borodulina |
| 8 lutego 2008 | 500 m             | Ewgenija Radanowa | Fu Tianyu         | Liu Qiuhong        |
| 8 lutego 2008 | 1000 m            | Wang Meng         | Katherine Reutter | Yang Shin-young    |
| 8 lutego 2008 | 1500 m            | Zhou Yang         | Katherine Reutter | Allison Baver      |
| 8 lutego 2008 | 3000 m – sztafeta | Korea Południowa  | Chiny             | Stany Zjednoczone  |